# Cochise
Cochise (/Kočis/, apačsky „dub“; kolem 1810 nebo 1815 – 8. června 1874) byl vůdce jednoho z kmenů Středních Čirikavů z jihovýchodní Arizony, což je součást etnika Apačů. Bývá považován za jednoho z největších amerických indiánských náčelníků. Vyznačoval se výjimečnými schopnostmi válečníka a stratéga, vysokou inteligencí, talentem vyjednavače a řečníka i prozíravostí politika, který realizuje dalekosáhlé plány. Tyto ctnosti v kombinaci s jeho spravedlivostí a vnímavostí k osudu ostatních mu vynesly respekt a umožnily sjednotit mnoho různých kmenů Apačů, což bylo jedinečné. Více než 40 let bojoval v rámci apačských válek s mexickou armádou a poté s USA, které ho nedokázaly porazit. Jak šly roky, uvědomil si, že tváří v tvář drtivé síle nepřítele musí jeho lid složit zbraně, jinak bude zničen. Souhlasil s tím, že přestane bojovat, ale dokázal vyjednat mírové podmínky, které umožnily čirikavským Apačům zachovat si ve velké míře své tradice.

## Obraz v literatuře
Cochise je jednou z hlavních postav román Elliota Arnolda Zlomený šíp (Blood Brother).